# Парменов, Александр Георгиевич
Алекса́ндр Гео́ргиевич Парме́нов (11 мая 1950, Ленинград) — российский православный публицист, научный редактор, педагог, член Союза писателей России, в прошлом – ответственный редактор интернет-портала Православие.Ru.

## Биография
Родился 11 мая 1950 года в Ленинграде в семье офицера, участника Парада Победы Г. С. Парменова и врача Т. С. Парменовой (Бабуркиной). Среднюю школу окончил в г. Ахтубинске Астраханской области. В школьные и послешкольные годы писал стихи, печатался в областной прессе, работал внештатным корреспондентом местной газеты, выступал по областному телевидению и радио.
В 1969–1971 годах служил в армии (в Семипалатинске, Казахстан). После демобилизации приехал в Москву.
С 1971 по 1984 год учился и работал на Филологическом факультете Московского государственного университета им. М. В. Ломоносова. Специализировался по славяно-русской палеографии под руководством О. А. Князевской. Принимал участие в этнографических экспедициях под руководством Н. И. Толстого.
В Москве сознательно пришёл в церковь, во многом благодаря первой супруге Татьяне Тюриной (Парменовой), которая происходила из старого священнического рода Максимовых — Гумилевских, а также их дружбе с семьёй архиепископа Мелхиседека (Лебедева), который стал его духовным отцом.
В 1984 году приглашён митрополитом Питиримом (Нечаевым) в Издательский отдел Московского Патриархата на должность старшего референта по вопросам взаимоотношений между Русской Православной Церковью и светскими научными организациями. Затем заведовал церковно-общественным и производственным отделами редакции «Журнала Московской Патриархии» и de facto исполнял обязанности ответственного секретаря; с 1992 года – заместитель главного редактора. Параллельно с работой учился на заочном секторе Московской духовной семинарии.

«Из МГУ пришел в Издательский отдел и один из лучших ныне церковных редакторов Александр Георгиевич Парменов. Руководя одновременно двумя-тремя подразделениями редакции, он в течение ряда лет de facto исполнял обязанности ответственного секретаря ЖМП (de jure требовалось более лояльная советской власти фигура). Именно ему благословил владыка Питирим провести в 1990 году деликатную операцию по избавлению журнала от бдительного ока светской цензуры». — Валентин Никитин, академик РАЕН
На рубеже 1980–1990-х годов выступал в церковных и светских средствах массовой информации (пресса, радио, телевидение). С 1996 года постоянно сотрудничал с рядом церковных и околоцерковных издательств как автор, редактор, консультант, рецензент.
С 1995 года — зам. главного редактора альманаха «К Свету», учрежденного московским подворьем Афонского Пантелеимонова монастыря.
С 2003 года — старший научный редактор Отдела религиозного образования и катехизации Московского Патриархата.
С 2003 года – доцент Российской академии живописи, ваяния и зодчества (основы Православия, русская агиография, символика христианской живописи).
В 2006 году по приглашению архимандрита Тихона (Шевкунова) начал работать при московском Сретенском монастыре — сначала в качестве зам. главного редактора (ответственного редактора) интернет-портала «Православие.Ru», а с 2011 года – руководителем отдела программ Патриаршего совета по культуре.
С 2003 г. принимает участие в организации и проведении Международных Рождественских образовательных чтений — в качестве докладчика, куратора, ответственного секретаря направления «Церковь и культура».
Автор ряда статей и лекций на духовно-нравственные, церковно-исторические и церковно-общественные темы. Выступал в церковных и светских средствах массовой информации (пресса, радио, телевидение), в том числе в журналах «Советская литература», «Наш современник», «Журнал Московской патриархии». В 2010 году читал лекции по символике древнерусской живописи и русской православной культуре в Парагвае и Аргентине.
Автор, составитель и соавтор книг: «Спутник паломника по Святой Земле» (два издания), «Энциклопедия православной святости» (шесть изданий), «Патриаршество в России», «Основы Православия: Лекционный курс», «Сказание о Петре и Февронии: Исследование текста и иконографии», «Цари и патриархи: Духовная и светская власть на Руси. Кн. 1: Древняя Русь: Становление».
Женат. Имеет сына Кирилла, дочерей Анну, Дарью, Пелагею и пятерых внуков.

## Награды
- Орден преподобного Сергия Радонежского III степени (РПЦ, 1990 г.)
- Орден преподобного Сергия Радонежского II степени (РПЦ, 2010 г.)
- Орден Святителя Макария, митрополита Московского II степени (РПЦ, 2020 г.)
- Орден Святого благоверного князя Даниила Московского II степени (РПЦ, 2025 г.)
- Медали Союза писателей России и «Российского императорского дома»

## Работы
- Парменов А. Патриаршество в России. М., 2004.
- Парменов А. Г., Гончарова Е. М. По Святой Земле: В помощь паломнику. М., 1997; М., 2004.
- Рогов А. И., Парменов А. Г. Энциклопедия православной святости. В 2-х томах. М. Лик пресс, 1997.- ISBN 5-7839-0011-7; 5-е изд. М., 2008.
- Исторические и публицистические статьи в периодических изданиях "Журнал Московской Патриархии", "Московский церковный вестник", "Град Китеж", "Къ Свету", "Наш современник", "Советская литература", "Карьера", на интернет-сайте "Православие.Ru".

## Интересные факты
С 1979 года принимает деятельное участие в приходской жизни в качестве пономаря, катехизатора и учителя воскресной школы в храмах Московской епархии (с 1998 года при Казанском храме в с. Алмазово Щелковского благочиния).
В 2010 году исполнил роль митрополита Алексия (Симанского) в фильме «За веру и отечество» («ТВ Центр»).